# Emmanuelle Assmann
Emmanuelle Assmann, née le 27 octobre 1974 au Raincy, est une escrimeuse française, devenue dirigeante sportive. Elle préside le Comité paralympique et sportif français (CPSF) de mai 2013 à décembre 2018.
Elle est chevalière de la Légion d'honneur.

## Distinctions
- Chevalière de la Légion d'honneur (2013).

## Palmarès
- Jeux paralympiques
  -  Médaille de bronze en épée par équipes aux Jeux paralympiques 2004 à Athènes
  - Championnats du monde d'aviron